# Moschus fuscus
El ciervo almizclero negro (Moschus fuscus) es una especie de mamífero artiodáctilo propio de Asia.

## Distribución
En China, habita el noreste de Yunnan y sudeste del Tíbet, el norte de Birmania, noreste de India, Bután y oriente de Nepal. Se ha reportado en alturas de 2600-4200 m s. n. m. Habita en bosque de moderada inclinación en ocasiones cerca del límite superior de los árboles.

## Descripción
Es una especie pequeña, con un peso de 10 a 15 kg, y una longitud de 70-100 cm. Los miembros traseros son considerablemente más largos y robustos que los delanteros, permitiéndole saltar fácilmente. Los machos y hembras tienen un tamaño similar y no poseen cuernos. Ambos sexos tienen pelo grueso y áspero que le proporciona protección del frío de las alturas. El pelaje es principalmente marrón y generalmente más pálido en el vientre y en la cara interna de los miembros. Tienen una muda anual. Los machos tienen los caninos superiores carentes de raíz y alargados, los cuales se curvan en forma de sable extendiéndose más allá del borde de la mandíbula en la edad adulta. En las hembras los caninos no se extienden fuera de la boca. La fórmula dental es (i0/1 c1/1 p3/3 m3/3)=34. Los ojos y orejas son largas y bien desarrolladas. Los machos maduros tienen una glándula de almizcle localizada entre el ombligo y genitales, la cual está ausente en las hembras y jóvenes. Las hembras tienen dos mamas.

## Reproducción
La gestación dura de 185-195 días. El parto ocurre en junio o julio y tienen de una a dos crías por vez. Los recién nacidos tienen un patrón de color moteado y usualmente pesan alrededor de 500 g. El destete ocurre a los 3 a 4 meses. A causa de ello se asume que es posible que las hembras se reproduzcan anualmente. La madurez sexual la alcanzan a los 18 meses de edad.

## Comportamiento
La especie es típicamente solitaria. Es raro ver a más de dos individuos juntos, a excepción de las hembras con sus crías. Son más activos durante el amanecer, el atardecer y la noche.
Es un rumiante herbívoro que consume hierba, pastos y ramas.

## Conservación
Está catalogado por la Lista Roja de la UICN como especie en peligro de extinción. Se presume una reducción de la población del 50% en las últimas tres generaciones por la pérdida y deterioro de su hábitat, disminución de su área de distribución y la caza con el fin de obtener su costoso almizcle.